# Helmer Salmo
Helmer Fritjof Salmo (till 1905 Sundström, till 1930 Salonen), född 5 maj 1903 i Bjärnå, död 14 september 1973 i Helsingfors, var en finländsk arkeolog och numismatiker.
Salmo var elev till A. M. Tallgren och blev filosofie kandidat 1928 samt filosofie doktor 1938. Han tjänstgjorde 1930–1938 vid Nationalmuseets myntkabinett och utnämndes 1938 till intendent vid Arkeologiska kommissionens förhistoriska avdelning samt verkade som avdelningsföreståndare 1948–1970. Hans forskningar berörde nästan uteslutande järnåldern; doktorsavhandlingen behandlade merovingertidens (575–800) vapen i Finland. 1948 utgav han en omfattande katalog över fynd av tyska mynt i förhistoriska fynd i Finland. Hans sista större arbete var 1952 en bok om järnåldern i Satakunta.